# Krupaja
Krupaja (em cirílico: Крупаја) é uma vila da Sérvia localizada no município de Žagubica, pertencente ao distrito de Braničevo, na região de Homolje. A sua população era de 535 habitantes segundo o censo de 2002.

## Demografia
| 1948 | 1953 | 1961 | 1971 | 1981 | 1991 | 2002 | 2011 |
| ---- | ---- | ---- | ---- | ---- | ---- | ---- | ---- |
| 716  | 768  | 780  | 815  | 809  | 765  | 649  | 535  |